# Marcilly-la-Campagne
Marcilly-la-Campagne ist eine französische Gemeinde mit 1.117 Einwohnern (Stand: 1. Januar 2022) im Département Eure in der Region Normandie. Sie gehört zum Arrondissement Évreux und zum Kanton Verneuil d’Avre et d’Iton. Die Einwohner werden Marcicampois und Marcicampoises genannt.

## Geographie
Marcilly-la-Campagne liegt etwa 21 Kilometer südlich von Évreux. Umgeben wird Marcilly-la-Campagne von den Nachbargemeinden Moisville im Nordwesten und Norden, Coudres im Norden und Nordosten, Illiers-l’Évêque im Osten, La Madeleine-de-Nonancourt im Süden, Droisy im Südwesten sowie Mesnils-sur-Iton im Westen.
Durch die Gemeinde führt die Route nationale 154.

## Bevölkerungsentwicklung
| Jahr                       | 1962 | 1968 | 1975 | 1982 | 1990 | 1999 | 2010 | 2020 |
| Einwohner                  | 492  | 455  | 488  | 475  | 672  | 705  | 1002 | 1119 |
| Quellen: Cassini und INSEE |      |      |      |      |      |      |      |      |

## Kultur und Sehenswürdigkeiten
- Kirche Saint-Germain aus dem 15. Jahrhundert, seit 1927 als Monument historique klassifiziert
- Denkmal zum Gedenken an Paolo Zuccarelli, der an dieser Stelle tödlich verunglückte

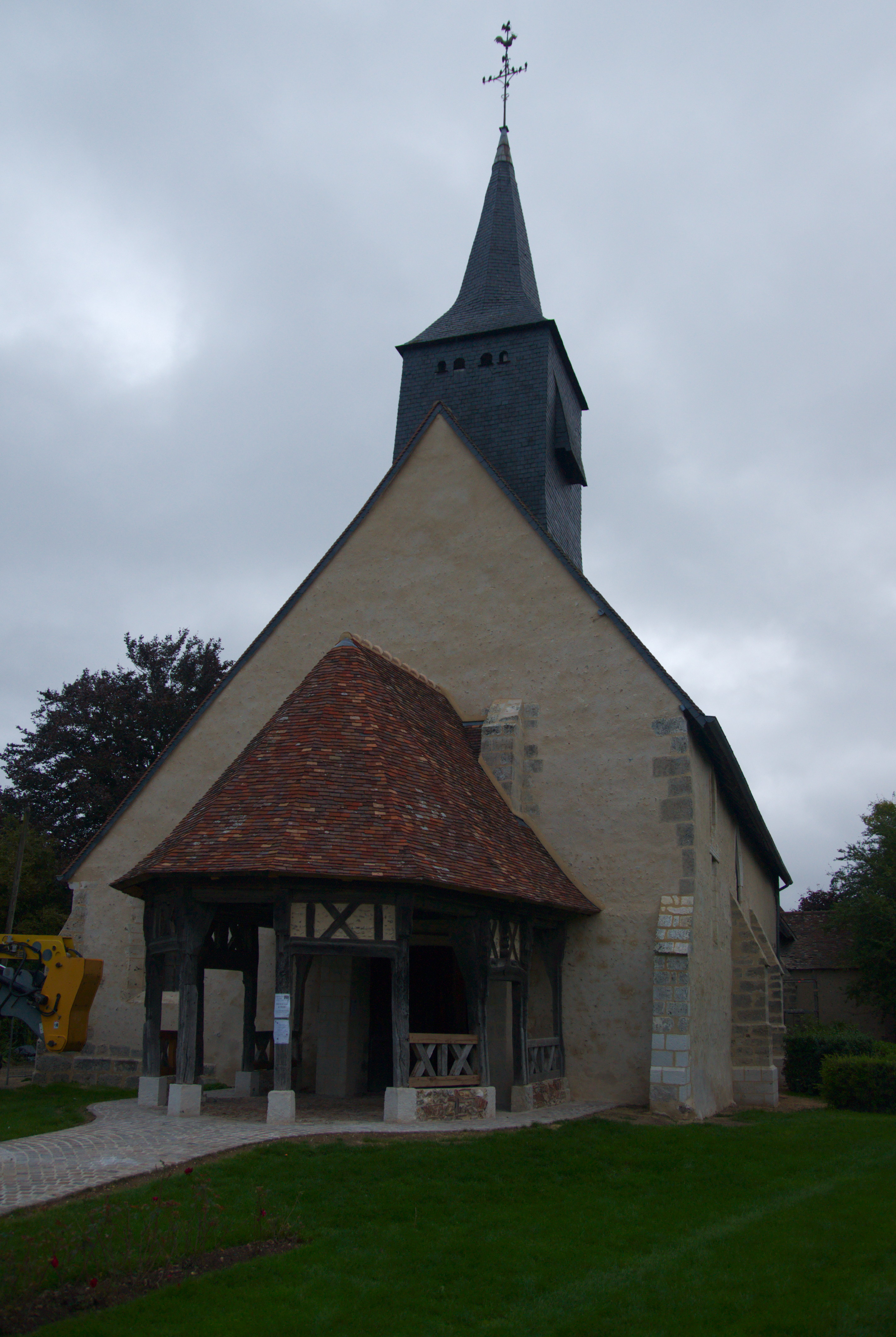
Kirche Saint-Germain
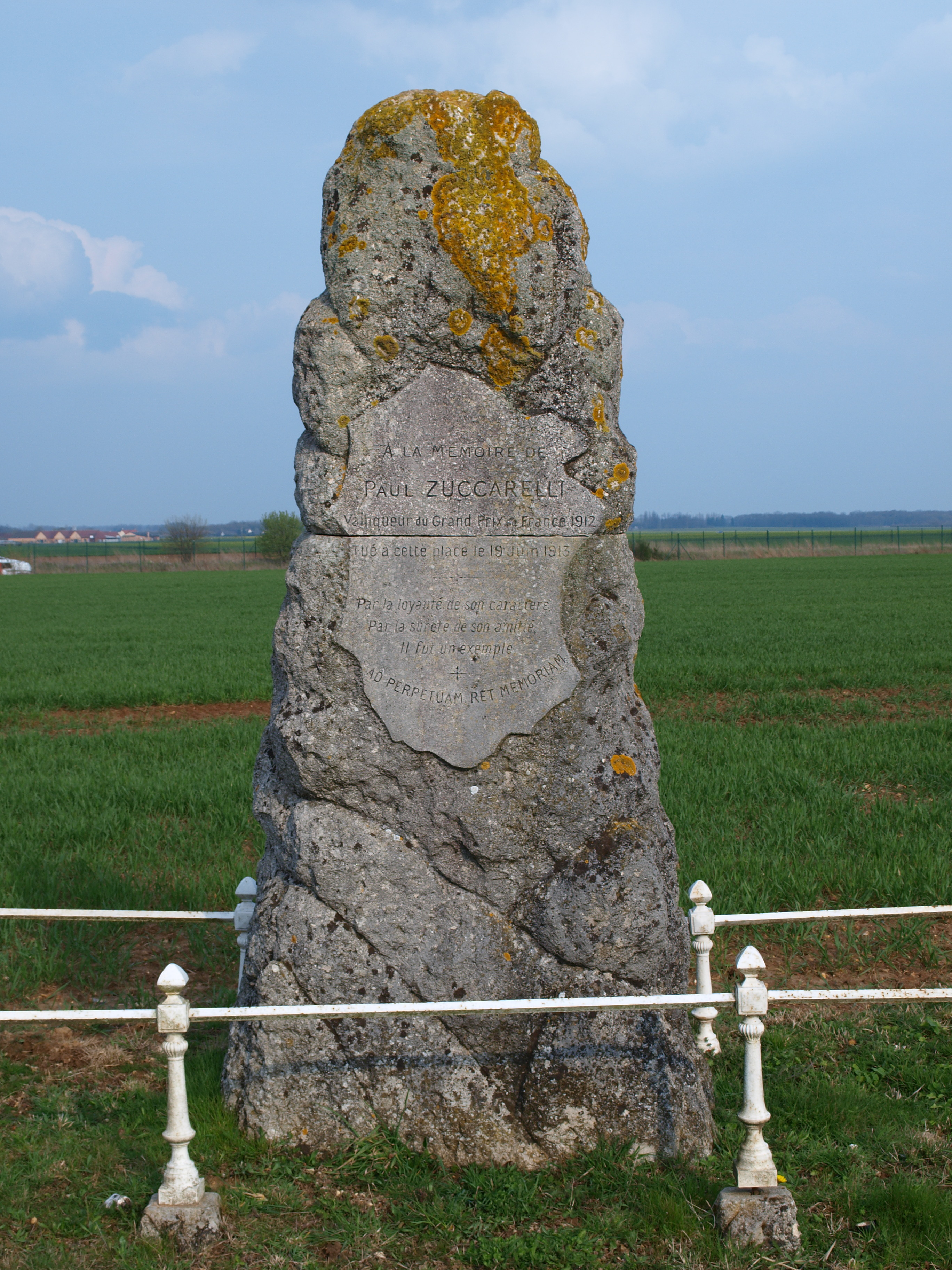
Denkmal zum Gedenken an Paolo Zuccarelli
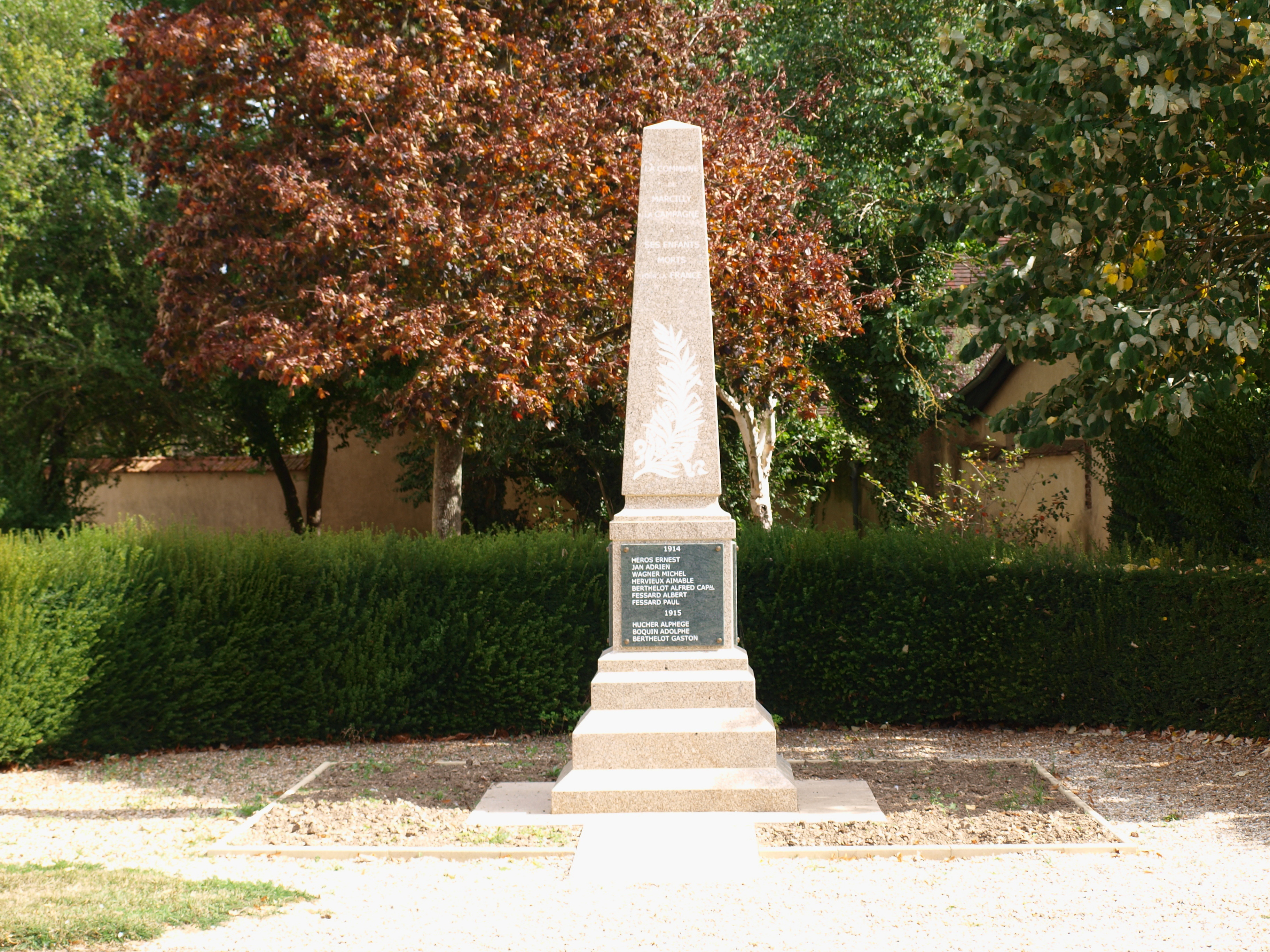
Gefallenendenkmal

## Persönlichkeiten
- Paolo Zuccarelli (1886–1913), italienischer Automobilrennfahrer, in Marcilly-la-Campagne tödlich verunglückt